# Ferdinand Chaloupek
Ferdinand Chaloupek (* 21. April 1900 in Fichtau bei Neubistritz, Böhmen; † 6. April 1988 in Krems an der Donau, Niederösterreich) war ein österreichischer Lehrer und Politiker (SPÖ).

## Leben
Ferdinand Chaloupek besuchte die Volks- und Bürgerschule in Fichtau, Teplitz-Schönau und Gmünd, die deutsche Lehrerbildungsanstalt in Budweis und war an verschiedenen Orten in Niederösterreich als Volks- und Hauptschullehrer tätig. Über diese Zeit berichtet Chaloupeks 1986 publizierter Erinnerungsband „Lehrerleben am Land“. Der überzeugte Sozialdemokrat wurde 1950 Hauptschuldirektor, 1955 Mitglied des Gemeinderats von Krems und 1957 Stadtrat. Er gehörte dem Österreichischen Nationalrat vom 9. Juni 1959 bis zum 30. März 1966 an.
Chaloupeks besonderes Anliegen war die Rechtschreibreform im Sinne der gemäßigten Kleinschreibung. Er hat zweibändige Erinnerungen hinterlassen. Ein jugendliches Versdrama, „Die Knechte“, über einen Streik auf den Schönerer'schen Gütern ist unveröffentlicht geblieben.